# Косаренчук, Игнатий Иванович
Игна́тий Ива́нович Косаренчу́к (1868 — ?) — член I Государственной думы от Подольской губернии, крестьянин.

## Биография

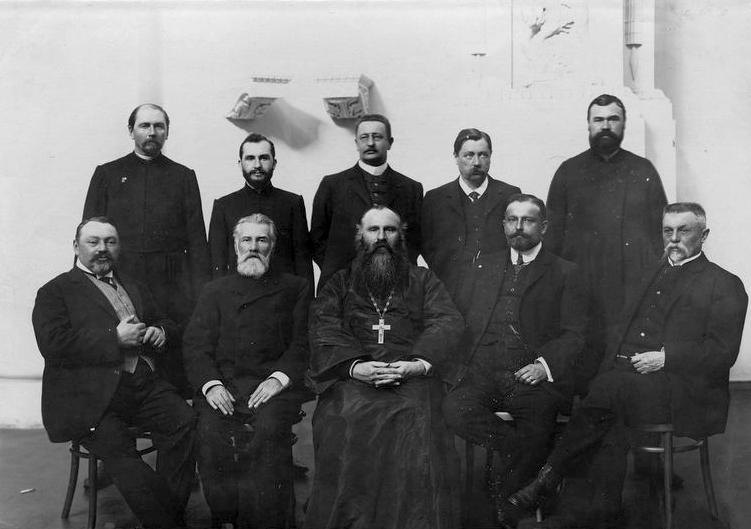
Депутаты Государственной думы I созыва от Подольской губернии. Стоят: Шепитка Д. И., Кучеренко И. З., Бей В. И., Гнатенко И. Г., Яременко П. Н., Косаренчук И. И., Рыбачек А. Ф.; сидят: Романюк А. И., Кучер М. А., Штефанюк Л. Е., Заболотный И. К., Михаленко П. Н.

Православный, крестьянин села Чарнолино Ольгопольского уезда.
Начальное образование получил дома. Отбывал воинскую повинность солдатом. Беспартийный.
В 1906 году был избран в I Государственную думу от общего состава выборщиков Подольского губернского избирательного собрания. Входил в Трудовую группу. Подписал заявления об образовании комиссии по расследованию преступлений должностных лиц и об образовании местных аграрных комитетов.
Дальнейшая судьба неизвестна.